# Фемке Халсема
Фемке Халсема (хол. Femke Halsema; рођ. 25. априла 1966. године) је холандска политичарка. Посланица у доњем дому Холандског парламента од 1998. године, и лидер посланичке групе странке Зелена левица од 2002. до 2010. године, када се изненадно повукла из политике.

## Политичка каријера
До 1997. године била је чланица холандске Радничке партије, коју напушта услед неслагања са полицијском репресијом током протеста због одржавања Европског самита у Амстердаму 1997. године. На изборима 1998. године постаје кандидат Зелене левице. Као трећа на листи освојила је највише гласова, а Зелена левица је освојила једанаест посланичких мандата. 
У новембру 2002. године после оставке Паула Росенмелера, Халсема постаје лидер Зелене левице. Халсема позива на сарадњу између Зелене левице, Социјалистичке партије и Радничке партије, међутим Вутер Бос вођа најјаче партије левице Радничке партије одбија сарадњу и улази у коалицију са конзервативним демохришћанима.